# Norbert Konegen
Norbert Konegen (* 16. März 1939 in Allenstein) ist ein deutscher Politikwissenschaftler.

## Biografie
Konegen besuchte nach einer Lehre als Starkstromelektriker von 1959 bis 1962 das Wirtschaftsgymnasium der Pestalozzischule in Bremerhaven. Zwischen 1962 und 1968 studierte er Wirtschaftspädagogik und Volkswirtschaftslehre (Grad Dipl. Volkswirt 1968) an der Universität Köln und wurde 1970 mit einer Dissertation über die Wechselwirkung von Sachverstand und politischer Entscheidung ebendort promoviert.
Konegen, der ein Schüler des Begründers der politikwissenschaftlichen Kölner Schule, Ferdinand Hermens, war, wirkte zunächst ein Jahr als Dozent an der Friedrich-Ebert-Stiftung, Alfred-Nau-Akademie in Bergneustadt, und von 1972 bis 1975 als Mitarbeiter der Pädagogischen Hochschule Rheinland. Konegen habilitierte sich dort im Fach Politikwissenschaft bei Gerhard W. Wittkämper.
Nachdem er ab 1975 eine Professur an der Technischen Universität Braunschweig innegehabt hatte, wurde er 1978 Professor für Wirtschafts- und Finanzpolitik am Institut für Politikwissenschaft der Westfälischen Wilhelms-Universität Münster, wo er 2004 emeritiert wurde.
Seine Arbeits- und Forschungsschwerpunkte liegen im Bereich der deutschen und europäischen Wirtschafts- und Finanzpolitik sowie bei der deutschen Innen- und Kommunalpolitik. Er ist Verfasser und Herausgeber zahlreicher wissenschaftlicher Schriften.

## Schriften (Auswahl)
- Sachverstand und politische Entscheidung im deutschen Bundestag. Dissertation Universität Köln 1970.
- Politikwissenschaft. Eine kybernetische Einführung. Droste, Düsseldorf 1973, ISBN 3-7700-0360-8.
- (als Herausgeber): Sozialismus und Sozialisierung. Scriptor-Verlag, Kronberg/Ts. 1975, ISBN 3-589-20012-X.
- Föderatives System und Bildungsplanung. Die öffentliche Bildungsplanung im Bereich von Regierung und Verwaltung in der Bundesrepublik Deutschland als sektorales und regionales Koordinationsproblem im Rahmen der seit 1967 entwickelten Verfassungslage. Dialogus Mundi, Berlin 1978, ISBN 3-921862-48-5 (Habilitationsschrift Universität Köln).
- (zusammen mit Klaus Sondergeld): Wissenschaftstheorie für Sozialwissenschaftler. Eine problemorientierte Einführung. Leskie & Budrich, Opladen 1985, ISBN 3-8100-0492-8.
- (als Herausgeber): Politische Philosophie und Erkenntnistheorie. Lit, Münster 1992, ISBN 3-89473-017-X.
- (als Herausgeber): Wirtschaftspolitik für Politikwissenschaftler. Ausgewählte Entscheidungsfelder. Lit, Münster 1994, ISBN 3-89473-791-3.
- (als Mitautor): Der verzagte Staat - Policy-Analysen. Sozialpolitik, Staatsfinanzen, Umwelt. Leske & Budrich, Opladen 1996, ISBN 3-8100-1448-6.
- (als Mitherausgeber): Revision des Grundgesetzes? Ergebnisse der Gemeinsamen Verfassungskommission (GVK) des Deutschen Bundestages und des Bundesrates. Leske & Budrich, Opladen 1997, ISBN 3-8100-1856-2.
- (als Herausgeber): Politik und Verwaltung nach der Jahrtausendwende - Plädoyer für eine rationale Politik. Festschrift für Gerhard W. Wittkämper zum 65. Geburtstag. Leske & Budrich, Opladen 1998, ISBN 3-8100-2134-2.
- (als Mitherausgeber): Entwicklungsperspektiven in Asien und Afrika. Lit, Münster 2001, ISBN 3-8258-5390-X.
- (als Mitherausgeber): Staat bei Hugo Grotius. Nomos-Verlag, Baden-Baden 2005, ISBN 978-3-8329-1433-2.

Festschrift
- Rüdiger Robert (Hrsg.): Kommunen in Not. Aufgaben- und Finanzverantwortung in Deutschland. [Festschrift für Norbert Konegen]. Waxmann, Münster 2004, ISBN 3-8309-1400-8.